# دنیل چوفنیگ
دنیل چوفنیگ (آلمانی: Daniel Tschofenig؛ زادهٔ ۲۸ مارس ۲۰۰۲) اسکی‌باز پرش اهل اتریش است.